# Прасковейский
Прасковейский — хутор в Зимовниковском районе Ростовской области. Входит в состав Глубочанского сельского поселения.

## География
Хутор Прасковейский расположен на правом берегу реки Малый Гашун примерно в 35 км к юго-востоку от посёлка городского типа Зимовники. В полутора километрах к северо-востоку от хутора проходит автодорога Зимовники — Ремонтное — Элиста. Ближайшие населённые пункты — хутора Глубокий и Котов. 
На хуторе Прасковейский одна улица — Солнечная.

## Население
Динамика численности населения
| 1926 | 2002 |
| ---- | ---- |
| 443  | 217  |

| 2010 |
| ---- |
| 115  |